# Musique malaisienne

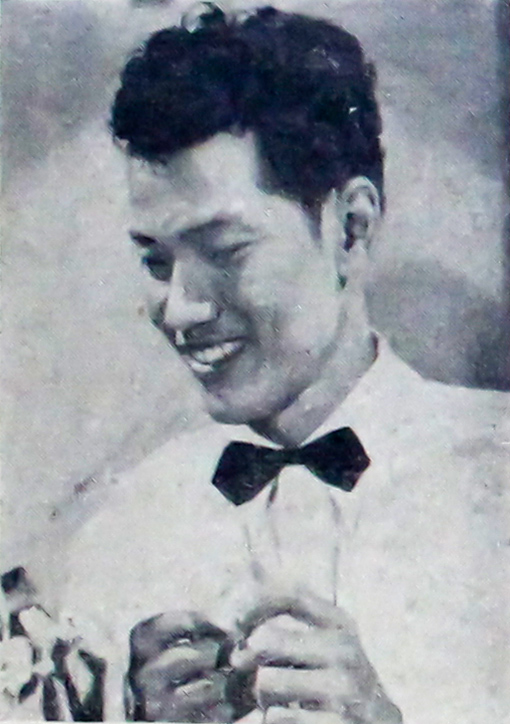
P. Ramlee (1929-1973), musicien malaisien.

La Malaisie étant une mosaïque des cultures islamiques, hindouistes et bouddhistes, la variété de la musique malaisienne résulte naturellement d'appropriations de nombreuses musiques extérieures : indonésienne, thaïlandaise, philippine et chinoise. De surcroît, les nombreux immigrants ont apporté leurs propres musiques.

## Musique traditionnelle
Essentiellement orale, elle présente une grande variété. 

### Gamelan
Gamelan est un mot javanais formé sur la base gamel, qui désigne un petit maillet. Le gamelan malais diffère de ceux d'Indonésie non par l'instrumentation, mais par le répertoire. Il fut importé en 1811 avec une soixantaine de pièces musicales, dont la moitié fut perdue, et dont seulement une douzaine sont jouées régulièrement. Le style est plus simple qu'à Java, puisque tous les instruments jouent la mélodie, bien que les musiciens changent aussi d'instruments selon les pièces. Ariff Ahmad de l'Universiti Malaya a composé récemment de nouvelles pièces, grâce au système de notation sino-javanais (cypher). De même, Lou Harrison a composé un Concerto for Piano and Gamelan. Le gamelan est joué à l'occasion de cérémonies royales et plus rarement lors de festivités ou autres cérémonies officielles.
Il est composé des instruments suivants : saron (metallophone), gambang (xylophone), keromong ou bonang (paires de petits gongs), kenong (grands gongs), gong et gendang ou tambours.

### Nobat
Le nobat, musique de Cour datant du sultanat de Malacca et réservée au faste des cérémonies royales ou religieuses, est exécuté par six musiciens jouant ensemble des paires de hautbois, de tambours et de gong. À l'origine, il est sans doute apporté par des marchands indiens avec quatre types d'instruments : serunai, nafiri, naqqara et mridang.

### Indienne et chinoise

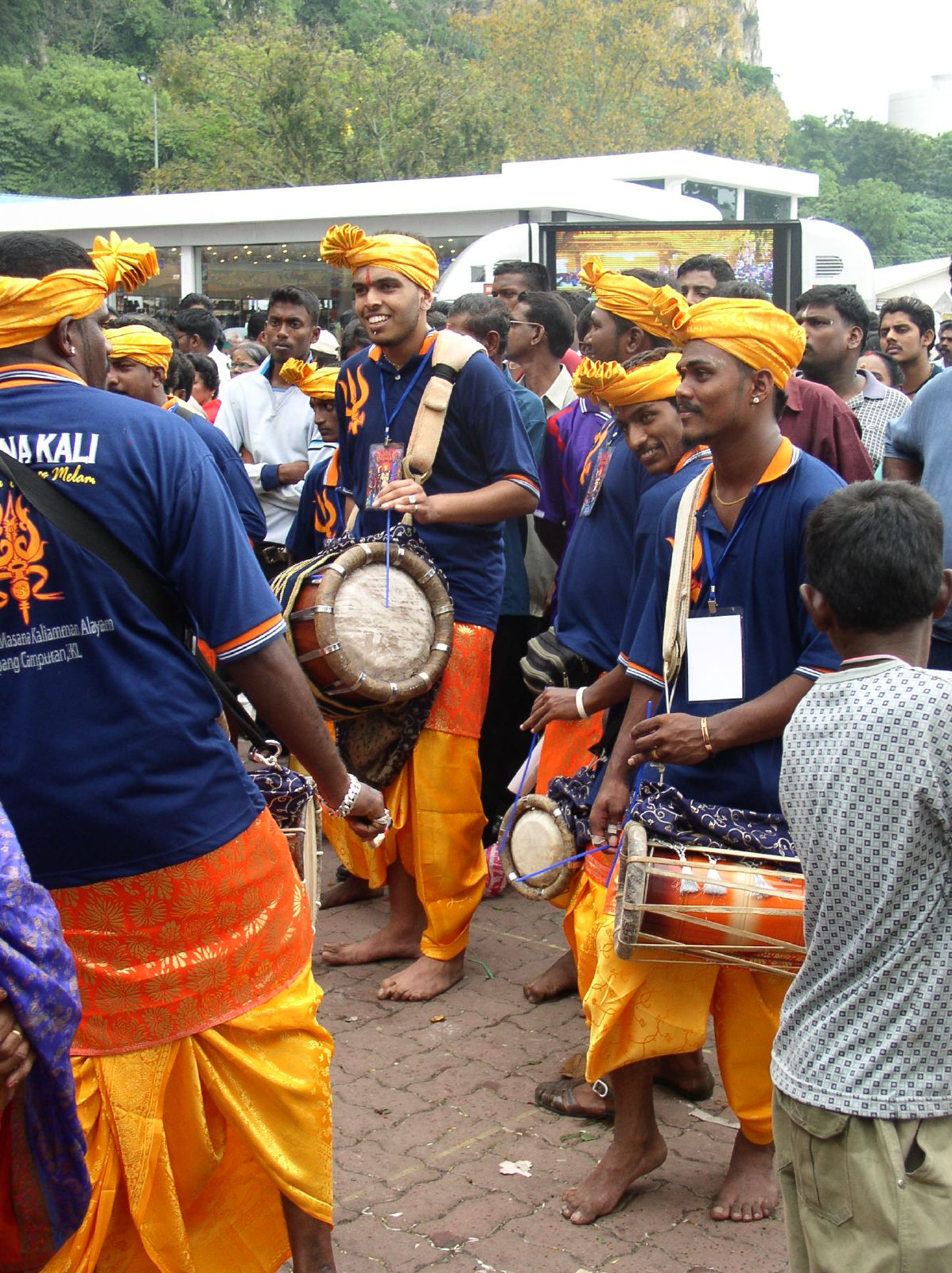
Tamouls.

C'est surtout la musique carnatique (Inde du sud) qui est prisée par l'importante communauté tamoule. Mais il existe aussi de la musique hindoustanie (Inde du nord). Tous les éléments traditionnels de ces formes de musiques, à savoir les râgas (modes musicaux) et tâlas (rythmes) sont respectés. De même, ces musiques sont jouées sur des instruments classiques indiens (sitar, sarod, etc.). Il existe toutefois des orchestres indiens inspirés du modèle occidental avec notamment : cordes pincées (4 vînâs, 2 tamburas), cordes frottées (dilruba, 9 violons), vents (venu, harmonium), percussions (mridangam, ghatam, tabla), six chanteurs et dix chanteuses, plus un chef d'orchestre. Par contre, la musique et l'orchestre chinois moderne (Hua Yue Tuan : 華乐团) ne sont pas traditionnels puisqu'ils comportent des éléments occidentaux (polyphonie et organisation instrumentale). Le répertoire est constitué de musiques chinoise et malaisienne. 
Un orchestre chinois, comportant une cinquantaine de musiciens sous la baguette d'un chef, est typiquement composé de : cordes frottées (erhu, banhu, gaohu, zhonghu, gehu, beidagehu), cordes pincées (pipa, liuyueqin, yueqin, zhongruan, daruan, sanxian, guzheng, yangqin), vents (dizi, xiao, sheng, suona) et percussions (paigu, taigu , dabo, lo, shi mian luo, ling, ma ling, et shuang yin mu. 

## Musique syncrétique
Résultant du métissage entre plusieurs musiques ou cultures, il existe des styles très variés à la frontière entre musique traditionnelle et folklorique, savante et populaire. 

### Joget
Joget est un mot javanais qui signifie « danser » (le mot malais est tari). C'est une danse exécutée lors de festivals et de noces. Danse de couple, portugaise à l'origine, au rythme rapide, elle est accompagnée au violon occidental, au rebana arabe (timbale), au gong du sud-est asiatique et un chant malaisin du nord-est.

### Keroncong

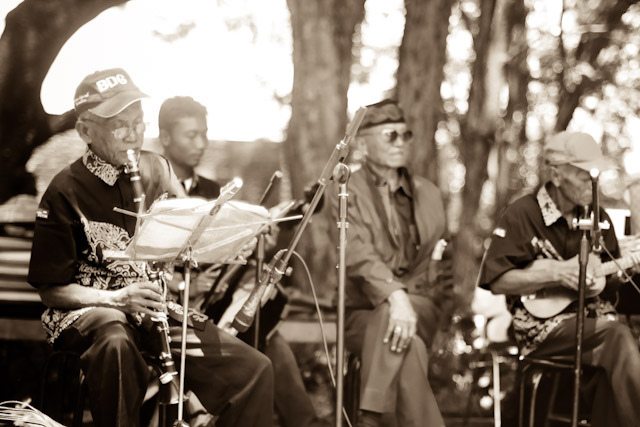
L'orchestre Keroncong Merah Putih (dont le nom fait allusion au drapeau de l'Indonésie).

Le keroncong est originaire de Java en Indonésie, où il s'est développé sous l'influence portugaise, employant l'ukulélé notamment. Il fut importé en Malaisie au XVe siècle. 
L'un des styles, appelé langgam jawa, exploite des formules rythmiques empruntées au gamelan dans l'échelle pelog. À l'origine, il s'agissait de chants accompagnés au sitar indien, au rabâb et au suling, auxquels s'ajoutent les percussions du gamelan (gendang, kenong, saron et gong). 
Aujourd'hui[Quand ?], on rencontre plutôt la guitare (parfois hawaïenne), le violon, la flûte, le violoncelle et la contrebasse, plus rarement un accordéon (ou un synthétiseur) ou un vibraphone. Seules les voix restent traditionnelles (échelle pelog ou slendro). Ce style a aussi la faveur des chants nationalistes et populaires. L'un des groupes les plus connus est Orkes Keroncong Fajar Baru Kajang formé en 1952.

### Ghazal
Le ghazal est un poème d'amour d'origine perse et hindoustanie qui fut introduit au XIXe siècle. Chanté aujourd'hui en malais, il l'était à l'origine en hindi ou ourdou, accompagné au sarangi, au sitar, aux tablâs et à l'harmonium, version encore pratiquée par la communauté indienne. Le violon et le gambus (version malaise du oud arabe) ont remplacé les instruments indiens et d'autres tels que la mandoline, la guitare, la flûte, le taïko, l'accordéon, la clarinette et l'ukulélé, sont apparus. 
La musique est transmise oralement. Ses exégètes les plus connus sont actuellement le Dr Gita Jayaram et Samuel J. Dass.

### Dondang Sayang
Le dondang sayang est une ballade traitant de l'amour, apparue au XVe siècle au sultanat de Malacca. Elle est jouée par un groupe de quatre musiciens au violon, au moins deux rebanas et un gong ou tetawak ou un kompang. Le violoniste dirige le groupe et donne la réplique au chanteur (parfois en duo). La musique est lente, avec une mesure à 32 barres, commençant par les instruments (parfois un harmonium ou un accordéon s'y ajoute).

### Dangdut
Le dangdut est un chant populaire d'origine indonésienne. Il consiste en une fusion de Orkes Melayu (ensemble populaire malais), de filmi indienne et de musique populaire occidentale, avec une prédominance de flûtes et percussions indiennes (bansuri et tabla).

### Asli
L'asli est un mélange entre des chants malais et des rythmes particuliers joués sur des instruments tant occidentaux qu'orientaux : rebana, gong, tablâ, harmonium, violon et guitare basse.

## Musique folklorique
La musique folklorique est éminemment complexe aussi en vertu des croyances et des festivités où elle s'exprime. Elle aussi très synchrétique, mêlant rythmes arabe, indien et chinois, et instruments malais, indiens, chinois, occidentaux et latino-américains !

### Danses
Elles incluent : joget, canggung, ulek mayang, ronggeng, innang, Tari Asyik, narongan, masri, dabus, gendang tari inai, Gendang Silat, Chinese Lion Dance, indung, et  saba. Le kuda kepang est une danse d'origine javanaise accompagnée par un ensemble d'angklung. Le zapin est une danse rurale accompagné au gambus et percussions lors des mariages ; il  existe un style urbain joué aux oud, guitare et synthétiseur, sur des poésie pantun.

### Théâtres
(février 2025).
- Boria | Mak Yong | Mekmulung | Menora | Hamdolok | Jikey | Hadrah | Rodat.
- Opéra chinois | Bangsawan ou Mendu (Opéra populaire malaisien) avec chanteurs, chœurs et ensemble percussif.
- Wayang Kulit Kelantan (Théâtre d'ombres malaisiennes) | Po te hi (Théâtre de marionnettes chinois)

### Chants indépendants
(février 2025).
Zikir | Nasyid | Dikir Barat | Temiar "Dream Songs" | Bhajan | Kompang | Chinese Drum Ensemble | Caklempong | Bongai | Rebana Ubi | Kertok Kelapa | Tumbuk Kalang.

## Musique classique et contemporaine
Il n'y a pas moins d'une quinzaine d'orchestres philharmoniques de style occidental en Malaisie, preuve de l'intérêt grandissant de ce style de musique. Le piano est de loin, avec le violon, l'instrument le plus étudié et joué. Toutefois, ce secteur est encore sous développé, par manque d'infrastructure. Il n'y a que peu de compositeurs classiques de dimension internationale, telle Valerie Ross (née Ooi Sooi Beng).
Pour la musique contemporaine, plusieurs compositeurs ont une renommée internationale : Chong Kee Yong, Dr Tazul Izan Tajuddin, Yii Kah Hoe, Saidah Rastam et Adeline Wong. Ng Chong Lim est un pianiste intéressé par la musique aléatoire et atonale. Johan Othman fait du minimalisme teinté de jazz. Saidah Rastam mélange jazz et atonalisme avec des éléments malais et chinois. Ahmad Muriz Che Rose a une approche plus populaire avec le groupe Petronas Performing Arts Group.

## Musique populaire
La musique pop se développe à partir du style asli dans les années 1920, jouée par des troupes de Bangsawan, l'opéra malais influencé par l'opéra indo-persan Wayang Pasir importé en Inde par des Perses. Les acteurs étant malais, mais aussi philippins et guanis (descendants de l'État de Goa en Inde). L'une de ces premières chansons modernes est Tudung Periok par Momo Latif, en 1930. Dans les années 1950, P.Ramlee devient le chanteur compositeur le plus connu avec des succès tel Azizah, Dendang Perantau et Di Mana Kan Ku Cari Ganti.
Du fait de la diaspora malaise, les dernières tendances musicales occidentales parviennent en Malaisie. Depuis 1998, le Rainforest World Music Festival se tient chaque année à Sarawak. Le premier groupe de fusion ethnique malais est Akar Umbi.
Le jazz connait la même influence puisque des musiciens tels que Michael Veerapan, David Gomes, Zailan Razak, The Solianos et Lewis Pragasam, Mohar et Prabhu Ganesh, deux flûtistes, ont commencé une carrière internationale. Ils ont tous été formé soit à la Berklee School of Music à Boston, soit à la Juilliard School of Music à New York. De nouveaux ensemble percussifs tels Aseana Percussion Unit (APU) et the Diplomats of Drum sont très prometteurs.  
Les courants rock, punk et hip-hop sont aussi très largement représentés.
La chanteuse malaisienne Shila Amzah est une chanteuse qui s'exporte avec un certain succès en Chine.

## Instruments traditionnels

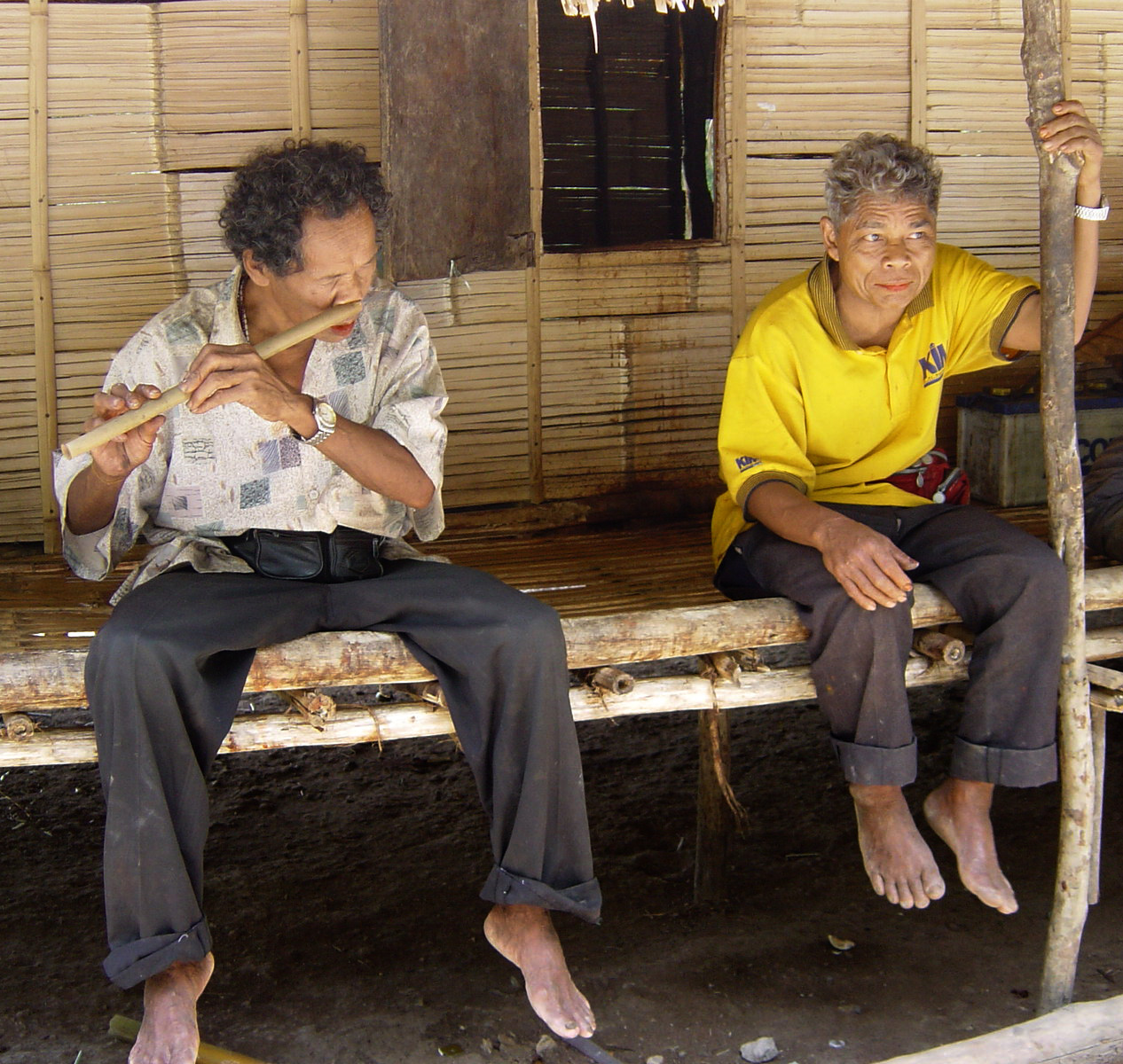
Orang asli.

L'éventail d'instruments est absolument incomparable puisqu'il inclut ceux de l'Inde, de la Chine, de l'Indonésie, du monde arabe, etc.
Les instruments à cordes incluent : accordéon, banhu, beidagehu, biola, daruan, dilruba, erhu, gambus, gaohu, gehu, guitare, guzheng, liuyueqin, mandoline, panhu, pipa, rabâb, ruan, sanxian, sape, sarod, sitar, tambura, tangkongan, vînâ, yangqin, yueqin, zhonghu, et zhongruan.
Les instruments à vents incluent : bansurî, di, harmonium, nafiri, seruling, seruna, sheng, selengut, sona, suona, tetuang, venu, et xiao.
Percussions accordées : angklung, bonang, caklempong, canang, gambang, gender, kempul, kenong, et saron.
Les membranophones : batak, beduk, dup, gedombak, geduk, gendang, jidur, kemplingan, kercing, kompang, marwas, mridang, paigu, rebana, tabla, et taigu.
Les idiophones : awar, cerek, dabo, ghatam, gong, kertuk buluh, kertuk, kayu, kertuk kelapa, kesi, ling, lo, luo, ma ling, manjira, palas, shi mian luo, shuang yin mu, temple block, et tetawak.